# Cemitério de Princeton
Cemitério de Princeton (em inglês:  Princeton Cemetery) é um cemitério localizado em Princeton, Nova Jérsei, Estados Unidos. É administrado pela Nassau Presbyterian Church. John F. Hageman em sua publicação sobre Princeton de 1878 refere-se ao cemitério como: "A Abadia de Westminster dos Estados Unidos." 

## Personalidades sepultadas
- Archibald Alexander (1772–1851), teólogo presbiteriano
- James Waddel Alexander (1804–1859), teólogo presbiteriano, filho mais velho de Archibald Alexander
- Joseph Addison Alexander (1809–1860), erudito bíblico presbiteriano e terceito filho de Archibald Alexander
- William Cowper Alexander (1806–1874), político, empresário e segundo filho mais velho de Archibald Alexander
- Leon Ida Audenaerd (1930–2010), veterano da Guerra da Coreia - exército Belga
- George Wildman Ball (1909–1994), diplomata
- George Dashiell Bayard (1835–1862), general da guerra civil
- Sylvia Beach (1887–1962), bookshop owner
- John Berrien I (1712–1772), New Jersey Supreme Court Justice and owner of Rockingham House
- Aaron Burr (1756–1836), herói da Guerra da Independência dos Estados Unidos, New York Attorney General e terceiro Vice-presidente dos Estados Unidos
- Aaron Burr, Sr. (1716–1757), ministro presbiteriano, segundo presidente da Universidade de Princeton, pai de Aaron Burr
- Alonzo Church (1903–1995), matemático
- Grover Cleveland (1837–1908), 22º e 24º Presidente dos Estados Unidos
- Frances Cleveland (1864–1947), mulher de Grover Cleveland
- Ruth Cleveland (1891–1904), first child of Grover and Frances Cleveland and supposed name sake of the Baby Ruth candybar.
- Edward Samuel Corwin (1878–1963), professor of law and author
- Samuel Davies (1723–1761), presidente da Universidade de Princeton
- Jonathan Edwards (1703–1758), presidente da Universidade de Princeton e teólogo calvinista
- Richard Stockton Field (1803–1870), US Senator and New Jersey Attorney General
- John Huston Finley (1863–1940), President of Knox College, University of the State of New York and author
- George Horace Gallup (1901–1984), pollster
- William Francis Gibbs (1886–1967), engenheiro naval
- Kurt Gödel (1906–1978), matemático receptor do Prêmio Albert Einstein de 1951
- Peter Charles Harris (1865–1951), Adjutant General of the U.S. Army from 1918 to 1922
- Charles Hodge (1797–1878), teólogo calvinista
- David Hunter (1802–1886), general da Guerra de Secessão
- Joseph Karge (1823–1892), Civil War General and Princeton University professor
- George Frost Kennan (1904–2005), diplomat
- Frank Lewin (1925–2008), composer
- David Kellogg Lewis (1941–2001), philosopher
- Edward Parke Custis Lewis (1837–1892), diplomat
- John Maclean, Jr. (1800–1886), President of Princeton University
- Jose Menendez (1944–1989), murder victim of sons Lyle and Erik Menendez
- Mary Louise (Kitty) Menendez (1941–1989), murder victim of sons Lyle and Erik Menendez
- Moses Taylor Pyne (1855–1921), Financier, philanthropist and owner of Drumthwacket Estate
- Roger Atkinson Pryor (1828–1919), Special US Minister to Greece, US Congressman from Virginia, CSA Congressman, CSA General, Journalist, New York Supreme Court Judge.
- William Drew Robeson (1844–1918), Father of singer, actor and activist Paul Robeson
- Henry Norris Russell (1877–1957), astrônomo
- William Milligan Sloane (1850–1928), First US Olympic Committee President
- Howard Alexander Smith (1880–1966), US Senator from New Jersey
- John P. Stockton (1826–1900), US Senator and New Jersey Attorney General
- Richard Stockton (1764–1828), US Senator from New Jersey.[4]
- Robert Field Stockton (1795–1866), Naval officer
- Lyman Spitzer (1914–1997), astrônomo
- John Renshaw Thomson (1800–1862), US Senator from New Jersey
- William G. Thompson (1840–1904), Mayor of Detroit
- John W. Tukey (1915–2000), Statistician
- Paul Tulane (1801–1887), Tulane University benefactor [3]
- John von Neumann (1903–1957), Mathematician
- Benjamin Breckinridge Warfield (1851–1921), teólogo presbiteriano
- Canvass White (1790–1834), engenheiro e inventor
- Eugene Paul Wigner (1902–1995), Nobel de física
- John Witherspoon (1723–1794), assinante da Declaração da Independência dos Estados Unidos
- William Willet (1867–1921), portraitist and stained glass designer
- Joseph Paul Bald Eagle (1896–1970), Lakota Chief and Teacher, first Native American Graduate of Princeton University